# 弗雷德里克·惠特菲尔德·巴雷特
弗雷德里克·惠特菲尔德·巴雷特（英語：Frederick Whitfield Barrett，1875年6月20日—1949年11月7日），英国马球运动员。他曾代表英国参加1920年和1924年夏季奥林匹克运动会马球比赛，获得一枚金牌和一枚铜牌。